# Mölndal Galleria
Mölndal Galleria är ett köpcentrum som ligger i centrala Mölndal, strax söder om Göteborg. Den sammanlagda butiksytan är 25 000 kvadratmeter, och gallerian har cirka 70 butiker och 800 parkeringsplatser. Gallerian ägs av Citycon och invigdes den 27 september 2018. I närheten av gallerian finns Mölndals station med pendeltåg, regionaltåg, fjärrtåg, spårvagn och bussterminal.